# Renate Köhler
Renate Köhler, geb. Hoppe, später Köhler-Becker (* 1. Mai 1938 in Bielefeld; † 15. September 2014 in Westerland) war eine deutsche kaufmännische Angestellte und Politikerin der rechtsextremen DVU.

## Politische Karriere
Der DVU trat sie 1989 bei. Vom 5. Mai 1992 bis 23. April 1996 war sie Abgeordnete im Landtag von Schleswig-Holstein. Seit 1993 war sie Mitglied des DVU-Landesvorstands, zunächst als Schatzmeisterin, ab 1995 stellvertretende Landesvorsitzende und Mitglied des Bundesvorstandes der DVU. Bis 2009 war sie anschließend Landesvorsitzende in Schleswig-Holstein. Zuletzt war sie Vorsitzende des parteiinternen Schiedsgerichts. Als solche war sie 2010 maßgeblich an der vorübergehenden Entmachtung des Bundesvorsitzenden Matthias Faust beteiligt.

## Persönliches
Zum Zeitpunkt ihrer Zugehörigkeit zum Landtag war sie ledig. Sie war Mutter eines Kindes. Später nahm sie nach der Heirat den Namen Köhler-Becker an.